# Pylea-Chortiatis
Pylea-Chortiatis (in greco Πυλαία-Χορτιάτης?) è un comune della Grecia situato nella periferia della Macedonia Centrale di 49.922 abitanti secondo i dati del censimento 2001.
È stato istituito a seguito della riforma amministrativa detta Programma Callicrate in vigore dal gennaio 2011 che ha abolito le prefetture e accorpato numerosi comuni.